# Canton de Lucé
Le canton de Lucé est une circonscription électorale française située dans le département d'Eure-et-Loir et la région Centre-Val de Loire.

## Géographie
Ce canton est organisé autour de Lucé dans l'arrondissement de Chartres. Son altitude varie de 142 m (Lucé) à 169 m (Amilly) pour une altitude moyenne de 160 m.

## Histoire
Le canton de Lucé a été créé en 1982 par division de l'ancien canton de Chartres-Nord-Ouest en deux cantons (Lucé et Mainvilliers).
Un nouveau découpage territorial du département d'Eure-et-Loir entre en vigueur à l'occasion des élections départementales de mars 2015, défini par le décret du 24 février 2014, en application des lois du 17 mai 2013 (loi organique 2013-402 et loi 2013-403). Les conseillers départementaux sont, à compter de ces élections, élus au scrutin majoritaire binominal mixte. Les électeurs de chaque canton élisent au Conseil départemental, nouvelle appellation du Conseil général, deux membres de sexe différent, qui se présentent en binôme de candidats. Les conseillers départementaux sont élus pour 6 ans au scrutin binominal majoritaire à deux tours, l'accès au second tour nécessitant 12,5 % des inscrits au 1er tour. En outre la totalité des conseillers départementaux est renouvelée. Ce nouveau mode de scrutin nécessite un redécoupage des cantons dont le nombre est divisé par deux avec arrondi à l'unité impaire supérieure si ce nombre n'est pas entier impair, assorti de conditions de seuils minimaux. En Eure-et-Loir, le nombre de cantons passe ainsi de 29 à 15. Le nombre de communes du canton de Lucé passe de 3 à 6.
Le nouveau canton de Lucé est formé de communes des anciens cantons de Lucé (3 communes) et de Chartres-Sud-Ouest (3 communes). Le canton est entièrement inclus dans l'arrondissement de Chartres. Le bureau centralisateur est situé à Lucé.

## Représentation

### Représentation avant 2015
| Période | Période                   | Identité         | Étiquette     | Qualité |
| ------- | ------------------------- | ---------------- | ------------- | --- |
| 1982    | 1988                      | Edmond Desouches | Parti radical | Ouvrier électricien retraité Député (1958-1968) Maire de Lucé (1947-1989) Ancien conseiller général du Canton de Chartres-Nord-Est (1955-1973) Président du Conseil Général (1976-1979) |
| 1988    | 1994                      | James Benoist    | PS            | Enseignant Maire de Lucé (1989-1995) Suppléant du député Bertrand Gallet (1988-1993) |
| 1994    | 2001                      | Fernand Mira     | PRG           | Professeur Maire de Lucé (1995-2001) |
| 2001    | 2006 (démission d'office) | Jacques Morland  | DL            | Chef d'entreprise Maire de Lucé (2001-2006) |
| 2006    | 2015                      | Xavier Roux      | PS            | Premier adjoint au maire de Lucé |

#### Élection de mars 2001

##### Résultats au1ertour
- Morland (DVD-DL) : 18,4 %[Note 2]
- Latimier (PRG) : 17,7 %[Note 2]
- Mira (PRG) : 16,8 %
- Loiseau (FN) : 16,5 %
- Benoist (DVG) : 14,3 %
- Grolier (RPR) : 7,2 %
- Hubert (PCF) : 5,2 %
- Thioux (MNR) : 3,9 %

- Participation : 52,8 % des inscrits.

#### Élection partielle de 2006
Le 22 mai 2006, le préfet d'Eure-et-Loir démet Jacques Morland de ses mandats, celui-ci ayant vu son pourvoi en cassation rejeté le 18 mai, sa condamnation à trois ans d'inéligibilité impliquant qu'il soit démissionnaire d'office de ses mandats en cours (maire de Lucé et conseiller général d'Eure-et-Loir représentant le canton de Lucé).
Une élection partielle a donc lieu les 2 et 9 juillet pour pourvoir le mandat de conseiller général depuis lors vacant.

##### Candidats

###### Droite / Centre-droit
- Jean-Claude Maini, candidat de la majorité départementale (UMP/UDF/Divers droite), membre de l'UMP.

###### Gauche
- Xavier Roux, candidat PS/PRG/Les Verts, membre du Parti socialiste.

- Frédéric Teboul, candidat divers gauche.

- Pascal Hubert, candidat de la Gauche "majuscule", membre du Parti communiste français.
  - Précédente candidature - 2001 : 5,2 % (1er tour)

- Nicole Mas, candidate du Parti des travailleurs.

- Dominique Treguier, candidate sous l'étiquette "Écologie".

###### Extrême-droite
- Philippe Loiseau, candidat du Front national.
  - Précédente candidature - 2001 : 16,5 % (1er tour)

##### Résultats du1ertour
- Roux (PS/PRG/Verts) : 27,4 % ; peut se maintenir au 2d tour
- Teboul (Divers gauche) : 21,4 % ; peut se maintenir au 2d tour
- Maini (UMP/UDF/Divers droite) : 20,7 %
- Loiseau (FN) : 20,7 %
- Hubert (PCF/Gauche majuscule) : 5,5 %
- Mas (Parti des travailleurs) : 3,0 %
- Treguier (Écologie) : 1,3 %

##### Résultats du2dtour
- Roux (PS/PRG/Verts) : 53,37 % ; élu
- Teboul (Divers gauche) : 46,63 %

Participation : 23,55 % des inscrits.

### Représentation après 2015
| Période élective | Période élective | Mandat | Mandat   | Identité                    | Nuance | Nuance | Qualité |
| ---------------- | ---------------- | ------ | -------- | --------------------------- | ------ | ------ | --- |
| 2015             | 2021             | 2015   | 2021     | Marie-Pierre Lemaître-Lezin |        | DVG    | Professeure des écoles avec spécialisation élèves handicapés |
| 2015             | 2021             | 2015   | 2021     | Xavier Roux                 |        | DVG    | 1er adjoint au maire de Lucé (→ 2020) - Retraité de la fonction publique |
| 2021             | 2028             | 2021   | en cours | Emmanuelle Gelineau Boutet  |        | DVD    | Principale adjointe de collège, Lucé |
| 2021             | 2028             | 2021   | en cours | Bertrand Massot             |        | DVC    | Sans emploi. Président du Centre de gestion de la fonction publique territoriale d’Eure-et-Loir, maire de Luisant, membre des Centristes, 5ème Vice-Président du conseil départemental |

### Résultats détaillés

#### Élections de mars 2015
À l'issue du 1er tour des élections départementales de 2015, deux binômes sont en ballottage : Guylaine Bercher et Guy Rouxel (FN, 25,93 %) et Marie-Pierre Lemaître-Lezin et Xavier Roux (DVG, 23,16 %). Le taux de participation est de 46,32 % (8 826 votants sur 19 055 inscrits) contre 48,57 % au niveau départementalet 50,17 % au niveau national.
Au second tour, Marie-Pierre Lemaître-Lezin et Xavier Roux (DVG) sont élus avec 59,75 % des suffrages exprimés et un taux de participation de 47,56 % (4 712 voix pour 9 060 votants et 19 051 inscrits).

#### Élections de juin 2021
Le premier tour des élections départementales de 2021 est marqué par un très faible taux de participation (33,26 % au niveau national). Dans le canton de Lucé, ce taux de participation est de 31,91 % (5 856 votants sur 18 349 inscrits) contre 32,03 % au niveau départemental. À l'issue de ce premier tour, deux binômes sont en ballottage : Emmanuelle Gelineau Boutet et Bertrand Massot (Union au centre, 28,93 %) et Béatrice Biet et Éric Laqua (RN, 18,8 %).
Le second tour des élections est marqué une nouvelle fois par une abstention massive équivalente au premier tour. Les taux de participation sont de 34,36 % au niveau national, 32,5 % dans le département et 33,38 % dans le canton de Lucé. Emmanuelle Gelineau Boutet et Bertrand Massot (Union au centre) sont élus avec 71,77 % des suffrages exprimés (4 100 voix pour 6 138 votants et 18 390 inscrits),,. 

## Composition

### Composition avant 2015
Le canton de Lucé regroupait trois communes.
| Nom              | Code Insee | Codepostal | Superficie (km2) | Population (dernière pop. légale) | Densité (hab./km2) |
| ---------------- | ---------- | ---------- | ---------------- | --------------------------------- | ------------------ |
| Lucé (chef-lieu) | 28218      | 28110      | 6,06             | 16 551 (2012)                     | 2 731              |
| Amilly           | 28006      | 28300      | 20,01            | 1 870 (2012)                      | 93                 |
| Cintray          | 28100      | 28300      | 4,00             | 415 (2012)                        | 104                |

### Composition à partir de 2015
Le nouveau canton de Lucé comprend six communes entières.
| Nom                          | Code Insee | Intercommunalité      | Superficie (km2) | Population (dernière pop. légale) | Densité (hab./km2) | Modifier                                    |
| ---------------------------- | ---------- | --------------------- | ---------------- | --------------------------------- | ------------------ | ------------------------------------------- |
| Lucé (bureau centralisateur) | 28218      | CA Chartres Métropole | 6,06             | 15 658 (2022)                     | 2 584              | modifier les données · modifier les données |
| Amilly                       | 28006      | CA Chartres Métropole | 20,01            | 1 823 (2022)                      | 91                 | modifier les données · modifier les données |
| Barjouville                  | 28024      | CA Chartres Métropole | 4,10             | 1 755 (2022)                      | 428                | modifier les données · modifier les données |
| Cintray                      | 28100      | CA Chartres Métropole | 4,00             | 470 (2022)                        | 118                | modifier les données · modifier les données |
| Fontenay-sur-Eure            | 28158      | CA Chartres Métropole | 13,80            | 1 180 (2022)                      | 86                 | modifier les données · modifier les données |
| Luisant                      | 28220      | CA Chartres Métropole | 4,43             | 6 818 (2022)                      | 1 539              | modifier les données · modifier les données |
| Canton de Lucé               | 2812       |                       | 52,40            | 27 704 (2022)                     | 529                | modifier les données                        |

## Démographie

### Démographie avant 2015
| 1962  | 1968   | 1975   | 1982   | 1990   | 1999   | 2006   | 2011   | 2012   |
| ----- | ------ | ------ | ------ | ------ | ------ | ------ | ------ | ------ |
| 7 192 | 11 862 | 15 082 | 19 442 | 21 167 | 20 047 | 18 350 | 18 536 | 18 836 |

### Démographie depuis 2015
En 2022, le canton comptait 27 704 habitants, en évolution de +1,23 % par rapport à 2016 (Eure-et-Loir : −0,23 %, France hors Mayotte : +2,11 %).
| 2013   | 2018   | 2022   |
| ------ | ------ | ------ |
| 27 717 | 27 124 | 27 704 |